# Igre moći
Igre moći je epizoda Teks Vilera objavljena u #86. u izdanju Veseli četvrtak, Beograd. Objavljena je 18. jula 2024. Koštala je 450 din (3,84 €; 4,45 $). Imala je 114 strana.  Ovo je nastavak prethodne sveske #85. pod nazivom Velika žeđ.

## Originalna epizoda
Originalna epizoda pod nazivoim Giochi di potere objavljena je je premijerno u regularnoj ediciji Teks Vilera koja je u Italiji u izdanju Bonelija u #586, koja je izašla 7.8.2009. Epizodu je nacrtao Fabrio Čiviteli, a scenario napisao Đanfranko Manfredi. Naslovnicu je nacrtao Klaudio Vila. Koštala je 2,7 €.

## Kratak sadržaj
Lensdejl naručuje ubistvo Teksa i Kita, postavljajući im klopku kod starog puebla. Nakon što su se izvukli, njih dvojica dolaze na branu da bi prisustvovali svečanom otvaranju brane kojoj će prisustvovati i guverner Garik. Lensdejl ima nameru da dinamitom digne u vazduh nasip kako bi brana bila jedina prepreka navodnjavanju celog kraja. Tokom noći Teks prespaja kablove i minira branu umesto nasipa. Kada Lensdejl aktivira dinamit, cela brana leti u vazduh, a voda se ponovo vraća tamo gde je bila.

## Prethodna i naredna epizoda regularne edicije
Prethodna epizoda nosiakl je naziv Velika žeđ (#85), a naredna Tigrova kandža (#87).